# Coração (canção)
Coração é um samba de Synval Silva, gravado por Carmen Miranda com o Grupo do Canhôto em 11 de outubro de 1934 e lançado em janeiro de 1935 pela RCA Victor.
A canção foi relançada em 1998 em uma coletânea com três CDs pela RCA/BMG. Este álbum figurou na lista do livro Os 100 Melhores CDs da MPB, do autor André Domingues.

## Regravações
A música também foi interpretada por Ademilde Fonseca no disco À La Miranda, de 1958. Ney Matogrosso a regravou para o seu álbum Batuque, lançado pela Universal Music em 2001.